# Acropolitis excelsa
Acropolitis excelsa es una especie de polilla del género Acropolitis, tribu Archipini, subfamilia Tortricinae.

## Distribución
Se distribuye por Australia (Victoria).

## Taxonomía
Fue descrita por Meyrick en 1910 y publicada en Proceedings of the Linnean Society of New South Wales 35: 172.